# A Place in the Sun
A Place in the Sun és una pel·lícula estatunidenca dirigida per George Stevens, i estrenada el 1951. El guió és de Harry Brown i Michael Wilson, i els protagonistes són Montgomery Clift, Elizabeth Taylor i Shelley Winters; Entre els actors secundaris destaquen Anne Revere i Raymond Burr.

## Argument
George Eastman, nebot pobre d'un magnat de la indústria és contractat pel seu oncle. Malgrat les normes estrictes de la fàbrica, té un embolic amb una obrera que queda embarassada d'ell. Al mateix temps, s'apassiona per una noia de la bona societat. El matrimoni amb ella li obriria definitivament les portes d'un altre món. Però hi ha el problema de la seva amant embarassada…

## Repartiment
- Montgomery Clift: George Eastman
- Elizabeth Taylor: Angela Vicker
- Shelley Winters: Alice Tripp
- Anne Revere: Hannah Eastman
- Raymond Burr: Marlowe
- Keefe Brasselle: Earl Eastman
- Herbert Heyes: Charles Eastman

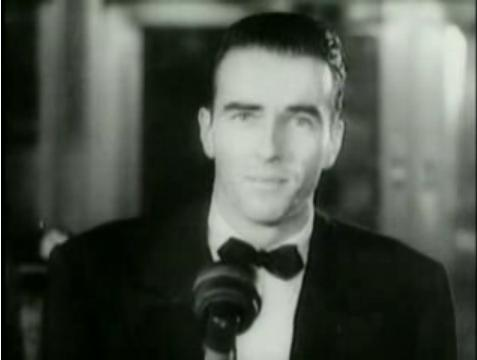
Montgomery Clift a l'estrena de la pel·lícula

- Shepperd Strudwick: Anthony Vickers
- Frieda Inescort: Mme Vickers
- Kathryn Givney: Louise Eastman

## Al voltant de la pel·lícula
La novel·la de Theodore Dreiser, origen de la pel·lícula, es titula Una tragèdia americana. Els estudis van preferir un títol amb més encís, però l'amargor hi és present en tot cas. George Stevens amaga el seu fàstic pel somni americà darrere un cinema ultra-hollywoodià. Aquest classicisme aparent és un atac provocador contra Hollywood, que s'esforça a fer estètica la misèria, fins a enterrar-la. Aquí resideix el talent de George Stevens, amant de les paradoxes i espectacularment compromès. A Place in the Sun és un rèquiem estrident, a la vegada cridaner i esquinçat. Al final, les cordes dels violins es balancegen penjats, sacrificats per una societat falsament igualitària, condemnats per la seva presumpció de revolta social. El cineasta aconsegueix denunciar, discretament però eficaçment, les lligues antiavortament i la pena de mort. Els seus actors ho fan prou bé, sobretot Shelley Winters, dona martiritzada per falsos amics i que sembla repetir el seu futur paper a The Night of the Hunter.

## Premis i nominacions

### Premis[4]
- 1952: Oscar al millor director per George Stevens
- 1952: Oscar al millor muntatge per William Hornbeck
- 1952: Oscar a la millor banda sonora per Franz Waxman
- 1952: Oscar al millor guió adaptat per Michael Wilson i Harry Brown
- 1952: Oscar al millor vestuari per Edith Head
- 1952: Oscar a la millor fotografia per William C. Mellor
- 1952: Globus d'Or a la millor pel·lícula dramàtica

### Nominacions
- 1951: Gran Premi (Festival de Cannes) per George Stevens
- 1952: Oscar a la millor pel·lícula per Alfred Freed[4]
- 1952: Oscar al millor actor per Montgomery Clift[4]
- 1952: Oscar a la millor actriu per Shelley Winters[4]
- 1952: Globus d'Or al millor director per George Stevens
- 1952: Globus d'Or a la millor actriu dramàtica per Shelley Winters
- 1952: Globus d'Or a la millor fotografia per William C. Mellor